# La casa d'Anubis
La casa d'Anubis(títol original en anglès, House of Anubis) és una sèrie de televisió de misteri, drama i comèdia basada en la sèrie belga i holandesa Het Huis Anubis.
La sèrie la crearen com una coproducció entre Nickelodeon (Estats Units), Lime Pictures (Anglaterra) i Studio 100 (Bèlgica), i Nickelodeon la va transmetre per primera vegada als Estats Units l'1 de gener de 2011.
A Catalunya la sèrie es va emetre per primera vegada al Canal Super3 el 12 de setembre de 2013. La sèrie consta de tres temporades, i els capítols són de 10 minuts cada un.

## Sinopsi
Les tres temporades de la sèrie tenen una trama central diferent, però totes es complementen entre elles. Cadascuna se centra en un misteri o personatge específic. L'argument principal que es planteja en la primera temporada arriba a un desenllaç quan finalitza, però diversos elements d'ella persisteixen o es resolen en les següents tres temporades.

### Primera temporada
Nina Martin (Nathalia Ramos) arriba a un internat al Regne Unit i li assignen la Casa d'Anubis, una antiga residència decorada a l'estil del déu egipci Anubis, com la seva nova casa. Patricia Williamson (Jade Ramsey), la millor amiga i companya d'habitació de la Joy Mercer (Klariza Clayton), està dolguda pel fet que la seva amiga se n'ha anat sense deixar rastre i acusa la Nina, qui ocuparà el lloc de Joy a la seva habitació, d'estar implicada en la desaparició. Més tard, la Nina coneix a una dona gran anomenada Sarah (Rita Davies), qui havia viscut en dècades anteriors a la casa. Ella l'obsequia un reliquiari i li diu que és l'escollida i té el poder de descobrir alguna cosa important. Per tal de resoldre el misteri darrere de la desaparició de la seva millor amiga, la Patricia obliga la Nina a passar una nit a les golfes de la casa com una mena de ritual d'iniciació. Allà, descobreix pistes i jeroglífics que indiquen que la casa té una història secreta i un misteri que ningú coneix. Donat això, decideix investigar al costat dels seus nous amics i companys, en Fabian Rutter (Brad Kavanagh) i l'Amber Millington (Ana Mulvoy Ten), que formen un grup secret anomenat Sibuna (Anubis a l'inrevés).
L'equip d'adolescents troba pistes amagades dins de la casa, que els porten a descobrir que diversos dels seus mestres estan buscant la immortalitat al costat d'en Victor Rodenmaar (Francis Magee), el guardià de la casa. Més endavant s'adonen que és possible obtenir-la mitjançant la copa d'Ankh, una antiguitat que els pares de la Sarah van obtenir de la tomba de Tutankhamon que està amagada en algun lloc de la casa. Sibuna descobreix que la Joy està segrestada pel pla d'en Victor, ja que segons la llegenda egípcia ella és l'escollida per la seva data de naixement, i és només ella qui pot fer funcionar la copa. En passar el temps la Nina descobreix que els mestres estan equivocats, ja que ella és l'escollida, i que un enemic de Victor, Rufus Zeno (Roger Barclay), també busca la copa.
Mentre el que s'ha esmentat passa, Mick Campbell (Bobby Lockwood), un esportista amb problemes en el seu rendiment escolar, s'adona que el seu festeig amb l'Amber no és una cosa que li agrada completament i comença a enamorar-se de la Mara Jaffray (Tasie Dhanraj), una de les estudiants amb millor mitjana de la institució, que s'ofereix a ajudar-lo amb les seves tasques escolars. Per la seva banda, l'Alfie Lewis (Alex Sawyer) i en Jerome Clarke (Eugene Simon) es diverteixen fent bromes als seus companys, el que els ocasionarà problemes futurs.

### Segona temporada
Tots els estudiants, incloent-hi a la Joy, tornen a la Casa d'Anubis quan comença un nou any escolar. En Víctor no abandona el seu desig de la immortalitat i ara està en la recerca del Llibre d'Isis, que conté les instruccions per l'ingredient final de la recepta i alguna pista per trobar la màscara d'Anubis. Durant la seva exploració descobreix que la màscara d'Anubis és el que vessa aquestes llàgrimes d'or, però no sap on trobar-la. La Nina es veu assetjada per Senkhara (deessa egípcia) (Sophiya Haque), que li deixa una marca en el seu braç amb la forma d'Anubis i li exigeix que trobi la màscara abans que algú més ho faci o pagarà amb la seva vida i la de la seva àvia. Sibuna es reuneix de nou per buscar l'objecte i investigar més a fons. L'Amber troba a les golfes una casa de nines idèntica a la Casa d'Anubis, que conté un mapa per arribar a la màscara, amagada després d'uns túnels secrets en una entrada del subterrani.
L'Eddie Miller (Burkely Duffield) arriba presentant-se com un nou estudiant provinent dels Estats Units. La Patricia i ell es critiquen en la seva arribada, però a poc a poc van establint una relació. Per la seva banda, l'Alfie vol que l'Amber sigui la seva núvia després del que va passar l'any anterior i en Mick es muda amb la seva família a Austràlia, per la qual cosa la Mara queda desconsolada. El Sr. Sweet (Paul Antony-Barber) envia a la Trudy (Mina Anwar) a ajudar a Jasper Chouhary (Sartaj Garewal), el padrí d'en Fabian, en una exposició egípcia situada prop de l'escola, per la qual cosa la Vera Devenish (Poppy Miller) es converteix en la nova majordoma de la Casa d'Anubis, però no saben que la Vera té un maligne secret. Aviat entaula una bona relació amb en Víctor i l'ajuda en la seva recerca a trobar la màscara. D'altra banda, la Poppy Clarke (Frances Encell) arriba a estudiar a l'escola i es descobreix que és la germana menor d'en Jerome, qui no la tracta bé i s'avergonyeix d'ella. La Nina visita a la seva àvia uns dies. Un temps després descobreix que la seva àvia està hospitalitzada per un desmai ocasionat pel cansament. Els membres de Sibuna han de passar per 7 fases molt perilloses per trobar la màscara abans que la Senkhara es molesti, i intenten desxifrar qui més l'està buscant i quins esdeveniments tenen relació amb la maledicció egípcia que envolta la casa. Així mateix, tots els estudiants s'enfronten als problemes quotidians que implica l'arribada de noves persones.

### Tercera temporada
La sèrie continua al començament d'un nou curs escolar. Els estudiants 
es troben de nou, excepte la Nina, que no va tornar a la Casa d'Anubis. L'Eddie es converteix en líder de Sibuna. Aquell any arriben dues noves estudiants: la Willow Jenks i la KT Rush, que es converteixen en membres de Sibuna (la primera s'hi veu "obligada") i acaben sent-ne una part important. També arriba una nova professora, la senyoreta Denby, que amaga alguna cosa. Els membres de Sibuna hauran de descobrir que amaga i lluitar contra una maledicció antiga de la casa, per evitar que el mal regni per sempre.

## Actors

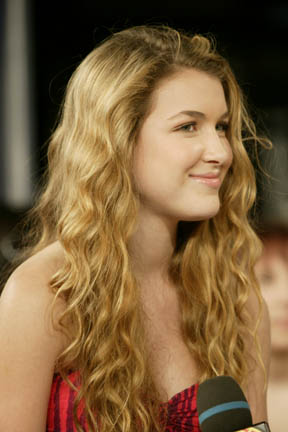
Nina Martin (Nathalia Ramos), personatge principal de la sèrie en les primeres dues temporades.

Els que interpreten els personatges de La Casa d'Anubis, són els actors següents:

### Principals
- Nathalia Ramos com a Nina Martin.

- Brad Kavanagh com a Fabian Router.
- Jade Ramsey com a Patricia Williamson.
- Ana Mulvoy Ten com a Amber Millington.
- Bobby Lockwood com a Mick Campbell.
- Tasie Dhanraj com a Mara Jaffray.
- Eugene Simon com a Jerome Clarke.
- Alex Sawyer com a Alfie Lewis.
- Klariza Clayton com a Joy Mercer.

### Secundaris
- Francis Magee com a Victor Rodenmaar.
- Mina Anwar com a Trudy Rehman.
- Paul Antony-Barber com a Eric Sweet.
- Rita Davies com a Sarah Frobisher-Smythe.
- Julia Deakin com a Daphne Andrews.
- Roger Barclay com a Rufus Zeno.
- Jack Donnelly com a Jason Winkler.
- Catherine Bailey com a Esther Robinson.

## Episodis
Els episodis de la sèrie duren 11 minuts aproximadament i posseeixen un format que se sol utilitzar per a sèrie animades, a més del fet que s'emeten de dilluns a divendres, costum de les telenovel·les.
A Catalunya tots els episodis de la sèrie, que es va poder veure al Canal Super 3.